# Ophion annulatus
Espèce
Ophion annulatus est une espèce fossile d'insectes hyménoptères de la famille des Ichneumonidae, de la sous-famille des Ophioninae et du genre Ophion.

## Classification
L'espèce Ophion annulatus est décrite en 1937 par le paléontologue français Nicolas Théobald (1903-1981) dans sa thèse,. 

### Fossiles
Le spécimen holotype Am13 vient des collections du Muséum national d'histoire naturelle de Paris, et provient du gypse d'Aix-en-Provence dans les Bouches-du-Rhône. Il est aussi connu au Muséum national d'histoire naturelle de Paris sous la référence B24399.

### Étymologie
L'épithète spécifique latine annulatus signifie « encerclé ».

## Description

### Caractères
La diagnose de Nicolas Théobald de 1937, : 

« Bel insecte à tête et thorax noirs, à abdomen brun clair orné d'anneaux noirâtres. ailes claires avec des nervures brunes. Tête noire avec gros yeux saillants, un œil est visible latéralement sous forme d'une bande verticale; antennes longues dépassant la longueur de la tête et du thorax; elles sont filiformes, nombreux segments homonomes; tête comprimée à l'arrière; thorax ovale. Abdomen pétiolé, comprimé, inséré à la base du thorax, 1er article très long, les autres plus courts mais plus larges, le 5e ayant le maximum de largeur, arrondi à l'extrémité. Aucune tarière n'est visible. pattes longues et grêles, fémurs de couleur plus foncée que les tibias et les tarses. ailes longues, atteignant la moitié de l'abdomen; stigma étroit, cellule radiale courte, aréole manque; le 1re abscisse radiale et la nervure aréolaire forment un angles ouvert à l'intérieur; nervure discoïdo-cubitale cassée et émettant un ramellus. ».

### Dimensions
La longueur totale est de 10,5 mm, la tête a une longueur 1 mm, le thorax a une longueur 3 mm , l'abdomen a une longueur 6,5 mm.

### Affinités
« Voisin de Ophion areolatus Cam. qui vit dans le Thibet, le Pendjab et l'Assam. ».

## Biologie
« Le g. Ophion est représenté par de nombreuses espèces, plus de 120, répandues dans le monde entier. ».

### Publication originale
- [1937] Nicolas Théobald, « Les insectes fossiles des terrains oligocènes de France 473 p., 17 fig., 7 cartes,13 tables, 29 planches hors texte », Bulletin Mensuel de la Société des Sciences de Nancy et Mémoires de la Société des sciences de Nancy, Imprimerie G. Thomas,‎ 1937, p. 1-473 (ISSN 1155-1119 et 2263-6439, OCLC 786027547). .